# Louisville (Colorado)
Louisville è un centro abitato (city) degli Stati Uniti d'America, situato nella contea di Boulder dello Stato del Colorado. Nel censimento del 2000 la popolazione era di 18.937 abitanti.

## Geografia fisica
Secondo i rilevamenti dell'United States Census Bureau, Louisville si estende su una superficie di 22,2 km².